# Joseph Garry
Joseph Garry (Reserva Coeur d'Alene, Idaho, 1910-1975) fou un cap de la tribu coeur d'alêne. Era net del gran cap de la tribu, Garry, estudià a la Universitat de Butler (Indiana), i des del 1950 va presentar demandes a l'Indian Claims Commission. Fou cap de la seva tribu del 1957 al 1972, i del 1953 al 1959 fou cap del National Congress of American Indians (NCAI), no tan radical com l'AIM però que també lluitava per la recuperació de les terres tribals arrabassades violant els tractats signats amb el govern nord-americà.